# Carboxylestérase 1
La carboxylestérase 1, appelée également hCE-1 (h pour « humain ») est l'une des carboxylestérases humaines, enzyme de type hydrolase.
Son gène est le CES1 situé sur le chromosome 16 humain.

## Rôles
Elle permet l'hydrolyse de plusieurs substances dont la cocaïne et l'héroïne mais de manière moindre que la hCE-2. Elle hydrolyse également la mépéridine.
Elle interviendrait probablement dans le métabolisme du cholestérol et dans celui de plusieurs médicaments, des mutations de son gène pouvant augmenter le taux sanguin de l'imidapril (un inhibiteur de l'enzyme de conversion), de la méthylphénidate ou diminuer celui de la forme active du dabigatran.